# Ревизор (фильм, 1996)
«Ревизо́р» — российский художественный фильм 1996 года, снятый Сергеем Газаровым по мотивам одноимённой комедии Н. В. Гоголя. Сценарий — Андрей Дмитриев. Фильм посвящён 850-летнему юбилею Москвы.

## Сюжет
Россия. XIX век. Некий провинциальный городок, в котором процветают взяточничество, злоупотребление властью, казнокрадство и т. д. Однажды городничий Сквозник-Дмухановский созывает городских чиновников и сообщает им, что в город едет ревизор (он узнал это от своего старого друга). Всполошившись, чиновники начинают приводить свои дела в порядок, как вдруг им сообщают, что ревизор уже в городе, в гостинице. В действительности «ревизор» является мелким петербургским чиновником низшей степени, который появился в городе проездом и не может уехать, поскольку проиграл в дороге все деньги. Принимая молодого человека за «важную шишку», городничий приглашает его на осмотр городских заведений, где чиновники устраивают застолье и всячески развлекают гостя, а потом — к себе домой. Опьянев, Хлестаков врёт с три короба, выдавая себя не то что за ревизора — за друга Пушкина и почти фельдмаршала! Продолжая играть свою роль, «ревизор» берёт у чиновников «взаймы» больше 1000 рублей и увивается одновременно за женой и дочкой городничего. Наконец, обещая жениться на последней, Хлестаков уезжает из города. В самом разгаре праздника в честь помолвки почтмейстер приносит письмо Хлестакова, из которого чиновники узнают, что их надули. Сразу после этого жандарм сообщает, что из Петербурга к ним в город прибыл настоящий ревизор. Городничий и чиновники застывают в немой сцене.

## В ролях
- Евгений Миронов — Иван Александрович Хлестаков, чиновник из Петербурга
- Никита Михалков — Антон Антонович Сквозник-Дмухановский, городничий
- Марина Неёлова — Анна Андреевна, его жена
- Анна Михалкова — Мария Антоновна, его дочка
- Зиновий Гердт — Лука Лукич Хлопов, смотритель училищ
- Олег Янковский — Аммос Фёдорович Ляпкин-Тяпкин, судья
- Алексей Жарков — Артемий Филиппович Земляника, попечитель богоугодных заведений
- Авангард Леонтьев — Пётр Иванович Бобчинский / Пётр Иванович Добчинский, городские помещики
- Армен Джигарханян — Осип, слуга Хлестакова
- Пётр Меркурьев — Христиан Иванович Гибнер, лекарь
- Владимир Ильин — Иван Кузьмич Шпекин, почтмейстер

## Критика
Фильм вызвал противоречивые отзывы критики. Виктория Белопольская, отметив масштабность постановки (построенные на пражской студии декорации, качественные костюмы, звёздный состав актёров), назвала фильм капустником, нацеленным на обывателя, желающего «одновременно мыслить о судьбах отечества и жить в уюте». «<…> «Ревизор» — фильм о том, как все счастливы. Здесь всюду жизнь и гармония. Добрые мелкие людишки из города N льстят мелкому человечку из Петербурга, потому что он хочет это слышать. <…> И обращаются с мелким человечком как с крупным и значительным, о чём ему всегда мечталось. Взамен они получают от него то, чего хотелось им. <…> Эмпиреи всеобщей гармонии так и переполняют этого кино-«Ревизора», он дышит устроенностью, сытостью и счастьем <…>». Татьяна Москвина положительно оценила желание Газарова поставить «Ревизора» как лёгкую и смешную комедию, не отягощённую трагическими или фантасмагорическими элементами, и посчитала, что этой цели режиссёр добился. «Получилась история о том, как весь город сошёл с ума, потому что Пётр Иванович Бобчинский, он же Добчинский (Авангард Леонтьев), известный городской сумасшедший, страдающий раздвоением личности, заразил почтенных, хитроумных, собаку съевших на ревизорах чиновников своим сумасшествием». Чрезвычайно удачной Москвина сочла игру Никиты Михалкова и Олега Янковского и неровной — Евгения Миронова («впечатление такое, что смотришь замечательного актёра в коронной роли, но на неудачном спектакле»), при этом за игру актёрского ансамбля критик была готова простить режиссёру «излишнюю напористость, шумную театральщину, неразборчивость в выразительных средствах». Критику Андрею Шемякину также не хватило в фильме режиссуры: «Газаров даёт разыграться своим коллегам, да так, что теряет над ними всякий контроль».